# Matías de Monteagudo
Matías de Monteagudo (Villagarcía del Llano, provincia de Cuenca, 1769 - Ciudad de México, 13 de octubre de 1841) fue un abogado y sacerdote católico español de ideología monárquica. Fue miembro de la Congregación del Oratorio de San Felipe Neri y participó activamente en la política de Nueva España y de México.

## Estudios y carrera eclesiástica
Se trasladó a la Nueva España en 1783 como familiar del obispo Alonso Nuñez de Haro y Peralta. Realizó estudios en la Real y Pontificia Universidad de México obteniendo el título de doctor en Derecho y Derecho canónico, posteriormente impartió clases en su alma mater llegando a ser rector. 
Fue defensor de capellanías y desde 1792 fue miembro del Colegio de Abogados. 
Fue párroco de la iglesia de Santa Veracruz desde el 5 de febrero de 1799 hasta el 14 de febrero de 1801. El 15 de marzo del mismo año ingresó al Oratorio de San Felipe Neri de la Ciudad de México. Fue fundador de la Casa de Ejercicios de Encierro para mujeres en el Colegio de San Miguel de Belén, la cual dirigió. Fue inquisidor honorario y canónigo del cabildo de la Catedral Metropolitana de la Ciudad de México desde el 24 de septiembre de 1816.

## Independencia de México
Fue fiel al régimen absolutista, simpatizó el golpe de Estado en contra del virrey José de Iturrigaray en 1808. En 1820, el general Rafael de Riego se pronunció a favor del restablecimiento de la Constitución de Cádiz forzando al rey Fernando VII a jurar dicha carta magna y establecer una monarquía parlamentaria. En la Nueva España, los simpatizantes del régimen absolutista se reunieron de forma secreta en el Oratorio de San Felipe Neri, popularmente conocido como La Profesa.
Estas reuniones fueron presididas por Matías de Monteagudo; por su carácter secreto se desconocen con certeza los nombres de los participantes, no obstante, se cree que participaron Manuel de la Bárcena, fray Mariano López de Bravo y Pimentel, Miguel Bataller, Juan José Espinosa de los Monteros, Antonio de Mier y Villagómez, José Bermúdez Zozaya, Juan Gómez de Navarrete y el obispo de Puebla Antonio Joaquín Pérez Martínez. De esta forma, el objetivo inicial de la Conspiración de la Profesa fue tratar de evitar que el virrey Juan Ruiz de Apodaca jurara la Constitución en el virreinato, sin embargo, el plan no prosperó debido a que el intendente José Dávila y los comerciantes del Consulado de Veracruz juraron la Constitución y organizaron al Batallón de Voluntarios de Fernando VII para hacerla cumplir. 
El 31 de mayo, el virrey no tuvo más alternativa que jurar la Constitución. Entonces, los conspiradores decidieron que la mejor solución sería declarar la Independencia de México  para después restablecer la monarquía con un infante de España como soberano. Es muy probable que Matías de Monteaguado haya recomendado a Agustín de Iturbide para ser nombrado jefe de los Ejércitos del Sur para conseguir el objetivo de la conspiración, no obstante, Iturbide proclamó el Plan de Iguala separándose el plan originalmente trazado por los conjurados y formando el Ejército Trigarante. 
Tras la entrada triunfal del Ejército Trigarante a la Ciudad de México, el 28 de septiembre de 1821, Matías de Monteagudo fue uno de los treinta y cinco firmantes del Acta de Independencia del Imperio Mexicano. Fue elegido por Iturbide como miembro de la Junta Provisional Gubernativa, la cual gobernó a la incipiente nación de septiembre de 1821 a febrero de 1822. Murió en la Ciudad de México, el 13 de octubre de 1841.